# Rudolph Tegners Museum og Statuepark
Rudolph Tegners Museum og Statuepark er et kunstmuseum midt i det fredede, enebærbevoksede og lyngklædte hede- og naturområde kaldet Rusland syd for Dronningmølle i Nordsjælland.
Museet er et særpræget monument over en enkelt kunstner, billedhuggeren Rudolph Tegner (1873-1950), planlagt og opført af kunstneren selv.
Efter Rudolph Tegners død blev hans hustru Elna Tegner (1889-1976) direktør for museet.
Tegners kunst er meget markant og iøjnefaldende med sine ofte voldsomme monumentale virkemidler, og i hans samtid følte mange sig provokeret af skulpturernes størrelse og voldsomhed – måske pga. den voldsomme kontrast til Thorvaldsens klassicisme.
Den bunkerlignende museumsbygning, der blev indviet i 1938 og renoveret i 2003, rummer en fast samling af omkring 250 af Rudolph Tegners skulpturer og udkast i gips, ler, bronze og marmor.

## Statueparken
I sin selvbiografi Mod Lyset, beskriver Tegner, hvordan han sammen med sin hustru fandt på at købe arealet: "I sommeren 1916 cyklede vi lange Ture i Nordsjælland og kom en Dag over Gærder og Moser til et enormt Højdedrag. Midt i det smilende, sommerlige Danmark laa det som et barsk Sibirien... Dette var Stedet... Denne Høj stod i mystisk Pagt med mit Sind."
Den første bronzeskulptur i Statueparken var Kong Ødipus og Antigone. De næste skulpturer blev finansieret af midlerne fra det fallerede projekt Livets Port. 
| - Kong Ødipus og Antigone, 1903 - Sejren, 1921* - Jordbundet, 1898-99 - Reden, 1916-17* - De tørstige Børn, 1914* - Mulmets Skød, 1915* - Kærlighedens Mysterium, 1913-18* | - Kvinden fra gruppen Rivalerne, 1918-19* - Afrodites Bælte, 1924-25 - Herakles og Vildsvinet, 1919 - Min hustru Elna, 1912 - Toner, 1897 - Kvindetorso, 1911 - Solpigen, 1942 |

De seks værker markeret med * er alle en del af værket Livets Port, som kan ses inde på museet. Foruden de 14 skulpturer, er der rejst en mindesten over fredningsdommer A.P. Larsen, der stod for at gennemføre fredningen af Rusland 1939-54.
Han overdrog senere de 34 tønder land med alle skulpturerne til det offentlige. Der er offentlig adgang til parken, men der opkræves entré til museumsbygningen.
- Herakles og Vildsvinet
- Mulmets Skød i forgrunden, med Sejren i baggrunden t.v.
- Parken omkring museet